# Phormictopus hirsutus
Phormictopus hirsutus é uma espécie de aranha pertencente à família Theraphosidae (tarântulas).